# ホモ・ゲオルギクス
ホモ・ゲオルギクス（Homo georgicus）は、化石人類の一種である。1999年から2001年にジョージアのドマニシで頭蓋骨と下顎骨が発見され、2002年に公表された。現生人類へは繋がらないジャワ原人・北京原人などの東南アジアへ拡散したホモ・エレクトスの前段階に当たる種であると考えられている。化石は約180万年前のものである。1991年にジョージア人科学者David Lordkipanidzeが率いる国際チームが初めて発見したが、発掘には至らなかった。側からは道具や動物の骨が発見された。
当初、科学者はホモ・エルガステルの頭蓋骨と下顎骨を発見したと考えたが、大きさが違ったためホモ・ゲオルギクスという新しい学名が付けられた。

## 解説

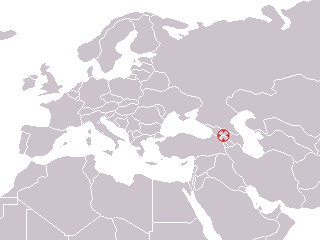
発見場所の位置

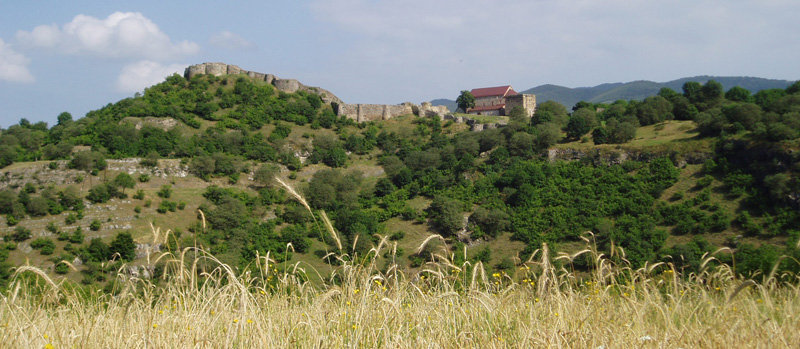
発見場所

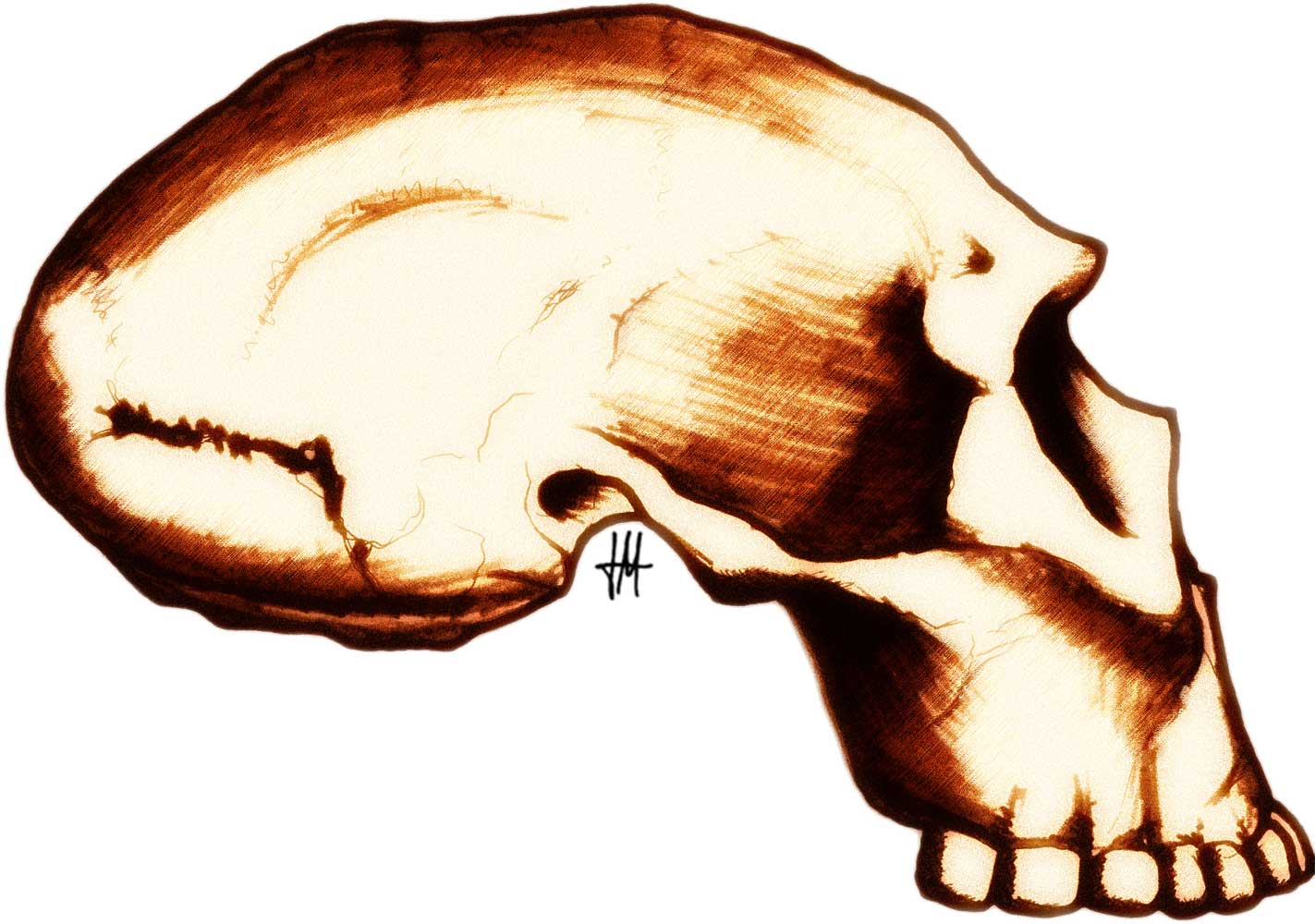
D-2282の頭蓋骨のイラスト

D2700の脳の大きさは約600cm3である。約177万年前のものであるが、状態が良いため現在の人類の頭蓋の形態と比較することが可能である。頭蓋は、アフリカ以外で発見されたヒト亜属の中で最も小さく原始的である。脳の容積は現代人の約半分であり、2003年にフローレス島でホモ・フローレシエンシスが発見されるまでは最小であった。オスはメスよりもかなり大きいという強い性的二形であり、ホモ・アンテセッサー、ホモ・ハイデルベルゲンシス、ネアンデルタール人等のヨーロッパの化石人類と比べても原始的な痕跡を残している。ホモ・ゲオルギクスはホモ・エレクトスより80万年も前に、ヨーロッパに最初に定住したヒト属である。
最初の発見の後、4つの化石骨格が発見され、頭蓋骨や上体は原始的だが、脊椎や下肢はより運動性を持つように比較的進化していたことが明らかとなった。現在では単独種ではなく、アウストラロピテクスからホモ・エレクトスへの遷移過程の種であるとされ、プロジェクトのリーダーDavid Lordkipanidzeによると、現在から180万年前に生存したとされる。群れの中には、更新世のヒト属最大の下顎骨(D2600)、最小の下顎骨(D211)、ほぼ成長が終わった若年者(D2735)、全く歯のない標本(D3900)が含まれる。